# بیانکا
بیانکا (اسپانیایی: Bianca‎) یک تله‌نوولای آرژانتینی است که در سال ۱۹۸۰ منتشر شد.

## بازیگران
- آملیا بنسه
- دورا بارت
- ایگناسیو کیروس
- میرتا بوسنلی
- داریو گراندینتی
- آیدا لوس